# Coenyra rufiplaga
Coenyra rufiplaga är en fjärilsart som beskrevs av Henry Trimen 1906. Coenyra rufiplaga ingår i släktet Coenyra och familjen praktfjärilar. Inga underarter finns listade i Catalogue of Life.